# رانندگان فرمول یک اهل اتریش

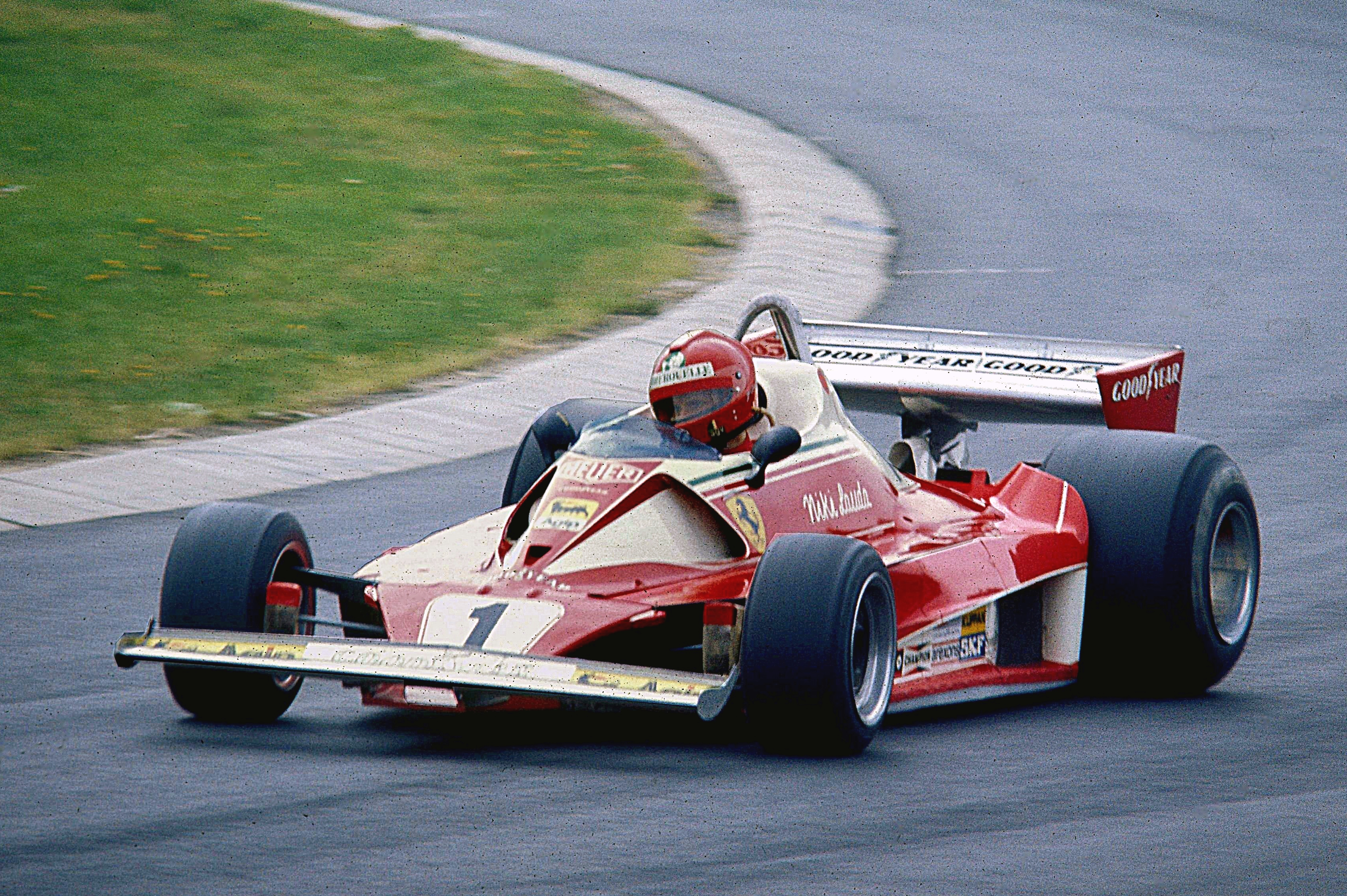
نیکی لائودا، موفق‌ترین رانندهٔ اتریشی فرمول یک، با خودروی فراری ۳۱۲ تی۲ در فصل

تاکنون ۱۶ رانندهٔ فرمول یک اهل اتریش در مسابقات جهانی فرمول یک شرکت کرده‌اند که دو نفر از آن‌ها برندهٔ عنوان رانندهٔ قهرمان جهان هستند. سه رانندهٔ اتریشی در زمان شرکت در مسابقات این ورزش کشته شده‌اند؛ تنها کشوری که نسبت به اتریش رانندگان بیشتری را در این مسابقات از دست داده، کشور بریتانیا است. بسیاری از رانندگان دیگر نیز به‌هنگام رقابت دچار صدمات شدید شده‌اند و برخی از آن‌ها تصادف‌هایی داشته‌اند که به فعالیت حرفه‌ای آن‌ها در فرمول یک پایان داده‌است.

## قهرمانان جهان و برندگان مسابقه‌ها
دو رانندهٔ اتریشی تاکنون موفق به کسب عنوان قهرمانی رانندگان جهان شده‌اند. نیکی لائودا در فصل‌های ۱۹۷۵ و ۱۹۷۷ با تیم فراری به این مقام دست یافت و در فصل ۱۹۷۶ نیز در ردهٔ دوم قهرمانی فصل قرار گرفت. او در سال ۱۹۸۴ تنها با اختلاف نیم امتیاز با آلن پروست، هم‌تیمی خود در تیم مک‌لارن، برای بار سوم قهرمان جهان شد. جوهن رایندت که در سال ۱۹۷۰ عنوان قهرمانی جهان را کسب کرد، تنها راننده‌ای است که پس از مرگ به این مقام دست یافت. او در مرحلهٔ تمرین جایزه بزرگ ایتالیا در یک تصادف رانندگی کشته‌شد.
گرهارد برگر تنها رانندهٔ اتریشی دیگری است که موفق به کسب پیروزی در مسابقات فرمول یک شده‌است. او در میان ۲۱۰ مسابقه، در ۱۰ مسابقه برنده شده‌است. او نسبت به رانندگان اتریشی دیگر، در تعداد گراند پری‌های بیشتری حضور داشته و یکی از معدود رانندگان فرمول یک است که در بیش از ۲۰۰ رویداد شرکت کرده‌است.

## رانندگان کنونی/اخیر

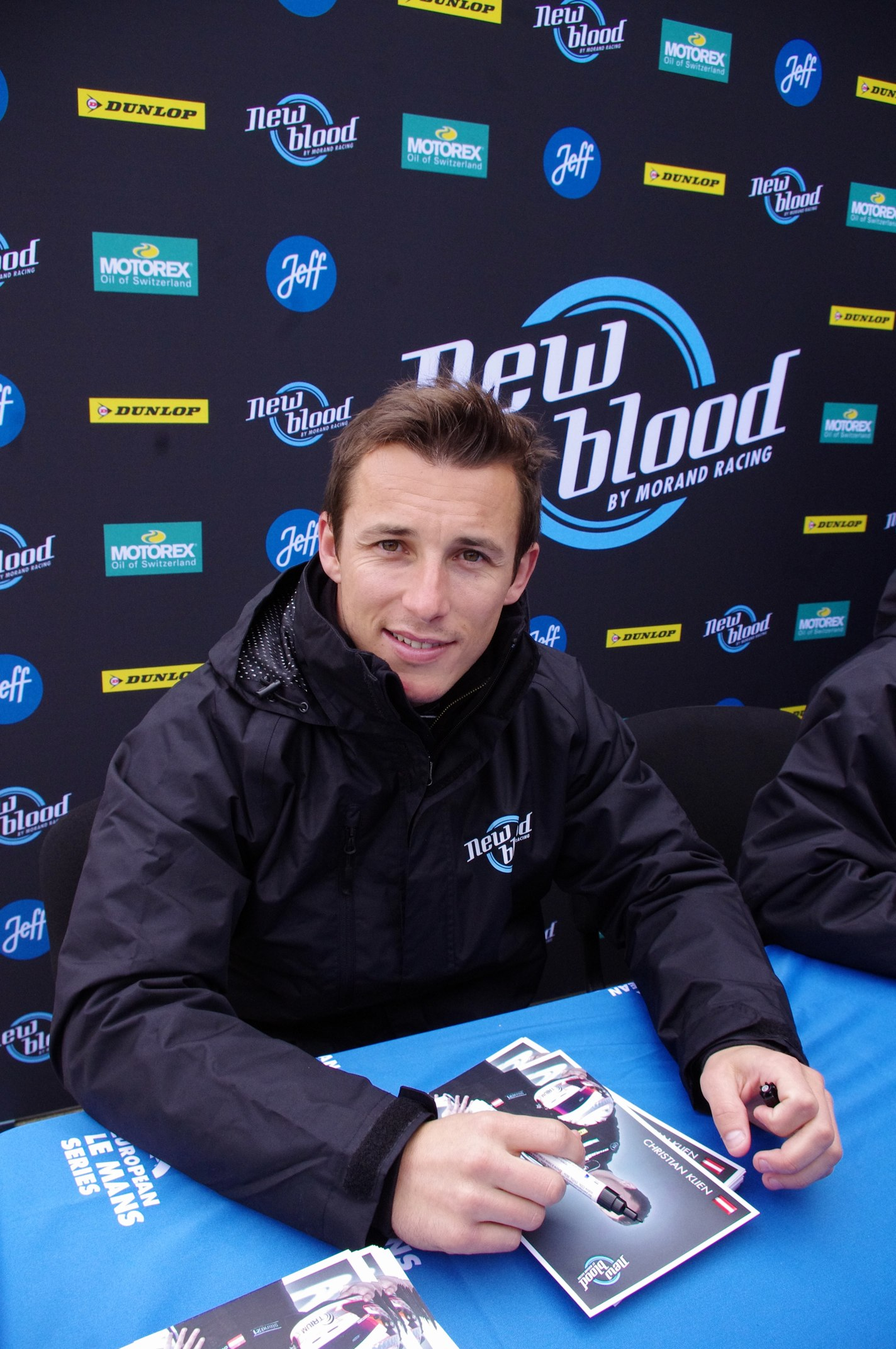
کریستیان کلین، آخرین رانندهٔ اتریشی که اخیراً در مسابقات شرکت کرده‌است

در حال حاضر هیچ رانندهٔ اتریشی در مسابقات فرمول یک حضور ندارد. کریستیان کلین آخرین رانندهٔ اهل اتریش بوده‌است که آخرین‌بار در فصل ۲۰۱۰ با تیم اچ‌آرتی در مسابقات حضور یافت. او در این فصل و در دورهٔ بیماری ساکون یاماموتو به‌عنوان رانندهٔ جایگزین در سه مسابقه شرکت کرد. کلین پیش از این و در فصل ۲۰۰۴ برای تیم جگوار رانندگی کرده‌بود و تا زمان خریداری تیم جگوار توسط رد بول به همکاری خود با این تیم ادامه داد و سپس در پایان فصل ۲۰۰۶ تیم را ترک کرد.

## رانندگان سابق

### رانندگان سابق برجسته
نیکی لائودا برای پرداخت هزینهٔ صندلی رانندگی خود در تیم مارچ برای فصل ۱۹۷۱، یک وام بانکی را که توسط بیمهٔ عمر او پشتیبانی می‌شد، دریافت کرد. او در سال ۱۹۷۳ نیز یک صندلی را در تیم بی‌آرام از آن خود کرد، اما روند صعودی بدهی‌های او همچنان ادامه داشت. هم‌تیمی او کلی رگاتزونی برای فصل بعدی به فراری منتقل شد و انزو فراری را متقاعد کرد تا مبلغ لازم برای فسخ قرارداد لائودا با بی‌آرام را پرداخت کند. به این ترتیب مسیر حرفهٔ او تغییر کرد و در فصل ۱۹۷۴ با دو پیروزی در مسابقه‌ها، در پایان فصل در ردهٔ چهارم قهرمانی قرار گرفت. پنج پیروزی که او در فصل ۱۹۷۵ کسب کرد، به او کمک کرد تا نخستین عنوان قهرمانی جهان خود را بدست آورد. در فصل بعدی نیز به‌نظر می‌رسید که او توانایی کسب دوبارهٔ این عنوان را دارد، اما بواسطهٔ یک تصادف مرگبار در نوربورگ‌رینگ به حاشیه رانده‌شد. با وجود سوختگی‌های درجه اول در سر و دست‌ها، از دست دادن نصف یکی از گوش‌ها و شکستن تعدادی از استخوان‌هایش، لائودا تنها پس از شش هفته به مسابقات برگشت و در این مدت تنها دو مسابقه را از دست داد. جکی استوارت این بازگشت لائودا را با عنوان شجاعانه‌ترین بازگشت در تاریخ این ورزش توصیف کرده‌است. در فصل ۱۹۷۷، لائودا از میان ۱۴ مسابقه‌ای که آغاز کرد، در ۱۰ مسابقه بر روی سکو رفت و برای دومین بار قهرمان جهان شد. او سپس فراری را به مقصد تیم برابهام ترک کرد و در فصل ۱۹۷۸ در دو مسابقه پیروز شد، اما تنها ۷ مسابقه از ۱۶ مسابقه را به پایان رساند. سال بعدی برای لائودا چندان موفقیت‌آمیز نبود و او تنها در دو مسابقه موفق شد از خط پایان عبور کند. این موضوع در نهایت او را به سمت بازنشستگی از این ورزش هدایت کرد. با این حال، غیبت او در مسابقات چندان طول نکشید و او در فصل ۱۹۸۲ به‌عنوان رانندهٔ تیم مک‌لارن دوباره به مسابقات برگشت. او به‌مدت چهار سال برای این تیم مسابقه داد، در پنج مسابقه پیروز شد و سومین عنوان قهرمانی رانندگان خود را نیز در سال ۱۹۸۴ کسب کرد. او در نهایت در پایان فصل ۱۹۸۵ دوباره و این‌بار به‌طور دائمی از مسابقات فرمول یک بازنشست شد.

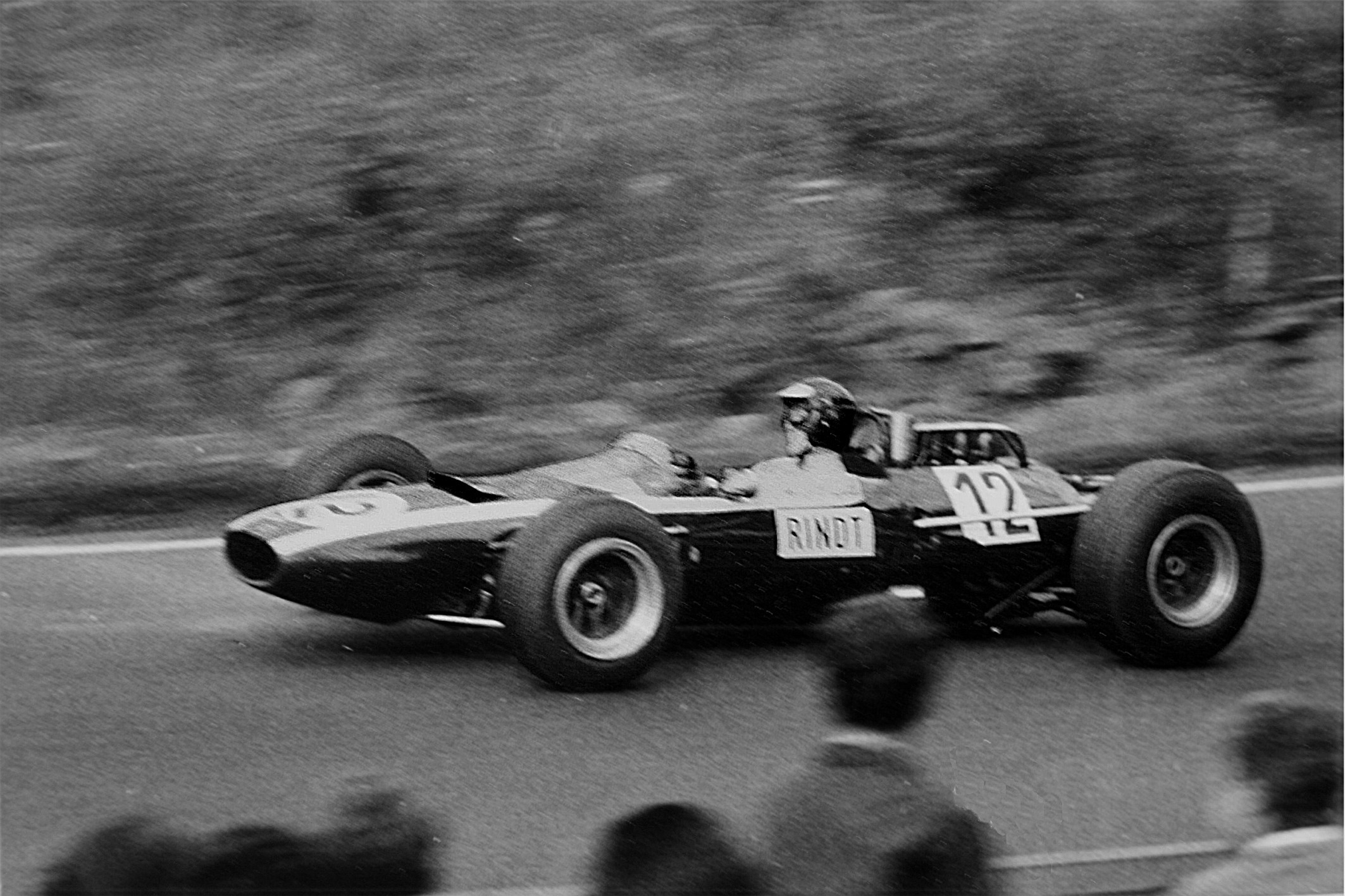
جوهن رایندت با خودروی کوپر-کلیمکس، سال ۱۹۶۵

جوهن رایندت در خلال جنگ جهانی دوم در آلمان متولد شد. والدین او در یک بمباران کشته‌شدند و او به‌همراه پدر بزرگ و مادربزرگش برای ادامهٔ زندگی به اتریش نقل مکان کرد. آغاز موفقیت او در فرمول یک با یک شانس رانندگی با تیم برابام در جایزه بزرگ اتریش ۱۹۶۴ رقم خورد. او توجه کافی برای کسب یک صندلی مسابقه‌ای در تیم کوپر برای فصل ۱۹۶۵ را جلب کرده‌بود و با وجود رقابتی نبودن خودروی کوپر، موفق شد تا در سه مسابقه از فصل ۱۹۶۶ بر روی سکو برود. او در سال ۱۹۶۸ به برابهام پیوست، اما با توجه به اینکه خودروی غیرقابل اعتماد برابهام تنها توانست دو مسابقه از ۱۲ مسابقه را به پایان برساند، از دستیابی به موفقیت بیشتر بازماند.
رایندت که برابهام را به قصد پیوستن به لوتوس ترک کرده‌بود، نخستین پیروزی خود را در فصل ۱۹۶۹ بدست آورد و در فصل ۱۹۷۰ نیز با خودروی لوتوس ۷۲ به فتح مسابقات ادامه داد و در چهار مسابقهٔ پیاپی پیروز شد. در آن سال، دو نفر از دوستان رایندت، بروس مک‌لارن و پیرس کارج، به‌ترتیب در حال آزمایش و مسابقه کشته‌شدند. او به همسر خود گفته‌بود که اگر بتواند قهرمان جهان شود، از این ورزش بازنشست خواهد شد، اما هرگز موفق به انجام این کار نشد. در مرحلهٔ تمرین جایزه بزرگ ایتالیا ۱۹۷۰ شفت ترمز چرخ جلوی سمت راست خودروی او دچار نقص فنی شد و به انحراف خودرو، هدایت آن به‌سمت موانع کنار مسیر، برخورد با آن‌ها و کشته‌شدن رایندت منجر شد. لوتوس پس از این حادثه از مسابقه کنار کشید و برای پر کردن صندلی خالی او در آخرین مسابقهٔ جایزه بزرگ در ایالات متحده، امرسون فیتیپالدی را جایگزین رایندت کرد. فیتیپالدی در آن مسابقه پیروز شد و به دفاع از پیشتازی رایندت در رده‌بندی قهرمانی جهان کمک کرد. رایندت به‌عنوان تنها راننده‌ای در تاریخ فرمول یک شناخته می‌شود که پس مرگش عنوان قهرمانی رانندگان جهان را کسب کرد.

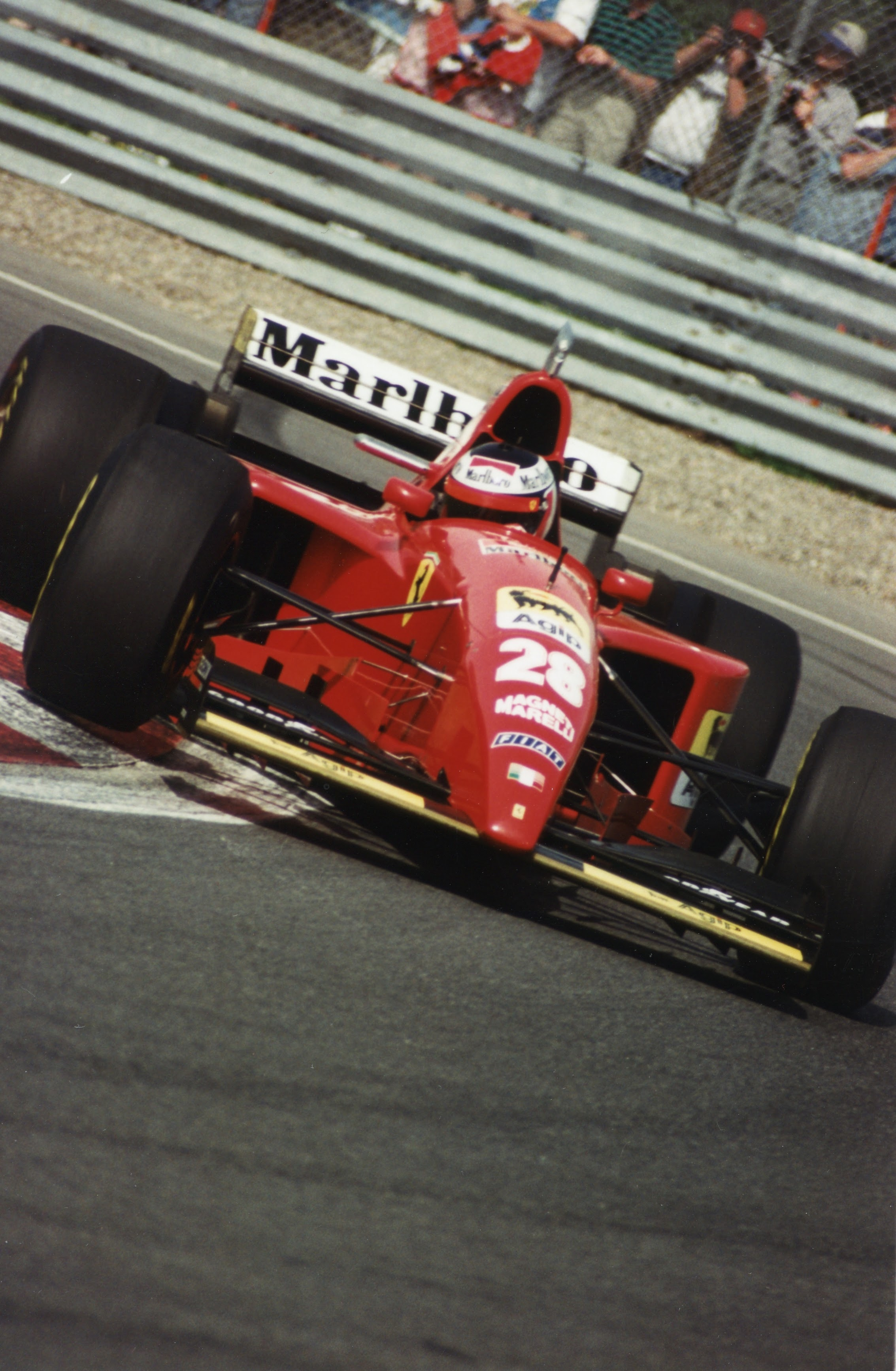
گرهارد برگر در حال رانندگی با یک خودروی فراری در سال ۱۹۹۵

گرهارد برگر بین سال‌های ۱۹۸۴ و ۱۹۹۷ در رقابت‌های اتومبیل‌رانی فرمول یک شرکت کرد. او در این سال‌ها برای تیم‌های متعددی رانندگی کرد که از جملهٔ آن‌ها می‌توان به مک‌لارن و فراری اشاره کرد. او حضور خود در فرمول یک را با تیم ای‌تی‌اس آغاز کرد و سپس برای فصل ۱۹۸۵ یک صندلی رانندگی تمام‌وقت را در تیم اروز کسب کرد. به‌نظر می‌رسید که او پس از شکستن گردنش در یک تصادف جاده‌ای، نتواند در مسابقات آن فصل شرکت کند، اما در نهایت فصل را با سه امتیاز به پایان رساند. در فصل ۱۹۸۶، او برای تیم بنتون رانندگی کرد و نخستین پیروزی خود را در مکزیک کسب کرد. اولین همکاری برگر با فراری در ۱۹۸۷ انجام گرفت و در سه سال بعدی فعالیتش، در سه مسابقه برنده شد. سال ۱۹۸۹ سال بسیار ناموفقی برای برگر بود و او در این فصل تنها سه مسابقه از مجموع ۱۵ مسابقه را به پایان رساند. از این رو، او به مک‌لارن منتقل شد تا در کنار آیرتون سنا به رقابت در مسابقات مشغول شود. او در طول سه سال همکاری‌اش با تیم مک‌لارن، ۱۸ بار بر روی سکو رفت و سه پیروزی کسب کرد. او در فصل ۱۹۹۳ دوباره به فراری برگشت، اما متوجه عملکرد ضعیف این تیم شد و تنها یک بار در طول فصل موفق شد بر روی سکو برود. با این حال، برگر توانست در فصل ۱۹۹۴ یک پیروزی دیگر نیز کسب کرده و فصل را در ردهٔ سوم رده‌بندی قهرمانی رانندگان به اتمام برساند. او سپس دو سال را با بنتون سپری کرد، و پس از کسب یک پیروزی در جایزه بزرگ آلمان ۱۹۹۷، از رانندگی در ورزش فرمول بازنشسته شد. او پس از این مدیر تیم‌های ب‌ام‌و، و سپس تورو روسو شد.
هلموت مارکو دیگر رانندهٔ اتریشی بود که با تیم‌های مک‌لارن و بی‌آرام مجموعاً موفق به آغاز ۹ گراند پری شد و بهترین نتیجهٔ کسب‌شده توسط او، جایگاه ششم بود. دوران مشارکت حرفه‌ای او در مسابقات در جایزه بزرگ فرانسه ۱۹۷۲ پایان یافت. در این مسابقه یک سنگ که از زیر چرخ خودروی جلویی مارکو بلند شده‌بود، با شیشهٔ کلاه ایمنی او برخورد کرد و پس از سوراخ کردن آن، بینایی یکی از چشمان او را از بین برد. او بعداً به سمت مشاور تیم رد بول اف۱، که توسط دیتریش ماتسیتس اتریشی اداره می‌شد، منصوب شد.
الکساندر وورز چهارمین و آخرین رانندهٔ اتریشی است که اخیراً در مسابقات حضور داشت و با کسب مقام سوم در فصل ۲۰۰۷ موفق به کسب جایگاه بر روی سکو شده‌است. او در سال ۱۹۹۷ به‌عنوان رانندهٔ آزمایشی قراردادی را با بنتون امضا کرد و در سه مسابقه به‌جای گرهارد برگر که بیمار شده‌بود، مسابقه داد. هنگامی که برگر و آلسی، هر دو رانندهٔ تیم در پایان سال تیم را ترک کردند، وورز صندلی تمام‌وقت مسابقه‌ای را بدست آورد و تا زمانی که در پایان فصل ۲۰۰۰ قراردادش تمدید نشد، با این تیم باقی ماند. او پس از آن باز هم به‌عنوان رانندهٔ آزمایشی، به مک‌لارن پیوست و بعداً به رانندهٔ ذخیره ترفیع یافت. خوان پابلو مونتایا، رانندهٔ اصلی مک‌لارن در سال ۲۰۰۵ و در حین بازی تنیس مصدوم شد و در ابتدا به‌طور موقت با پدرو دلا روزا و سپس با وورز جایگزین شد که هرکدام در یک مسابقه به‌جای او رانندگی کردند. وورز در این مسابقه چهارم شد، اما بعداً و با حذف رانندگان تیم بی‌ای‌آر از رده‌بندی، به جایگاه سوم صعود کرد. او در پایان فصل به تیم ویلیامز منتقل شد و دوباره به‌عنوان رانندهٔ آزمایشی با این تیم به همکاری مشغول شد و در نهایت در سال ۲۰۰۷ به‌عنوان رانندهٔ اصلی ویلیامز در مسابقات انتخاب شد. وورز که مغلوب هم‌تیمی خود نیکو رزبرگ شده‌بود و با کسب ۱۳ امتیاز تنها یک‌بار توانسته بود بر روی سکو برود، پیش از آخرین مسابقهٔ فصل، بازنشستگی خود از مسابقات فرمول یک را اعلام کرد.
رولند راتزنبرگر فعالیت خود در فرمول یک را در سال ۱۹۹۴ با تیم سیمتک آغاز کرد. او در حال زمانگیری تعیین خط برای سومین مسابقهٔ فصل در پیست ایمولا بود که نقص فنی در بال جلو، خودروی او را با سرعت بیش از ۳۰۰ کیلومتر بر ساعت به بیرون از مسیر منحرف کرد. او با چنان شدتی با دیواره کنار پیست برخورد که گردنش شکست. مرگ او درست یک روز پیش از حادثهٔ مرگبار تصادف آیرتون سنا در مسابقهٔ روز بعد اتفاق افتاد. زمانی که لباس‌های مسابقه‌ای سنا از بدنش بیرون آورده‌شدند، یک پرچم اتریش تا شده در آستین لباس او پیدا شد. گمان می‌شد که او قصد داشته در پایان مسابقه این پرچم را جهت ادای احترام به راتزنبرگر به اهتزاز درآورد.
در مسابقهٔ بعدی در جایزه بزرگ موناکو در همان سال، کارل وندلینگر، دیگر رانندهٔ اتریشی حاضر در مسابقات آن فصل، در حالی که با خودروی سائوبر در حال رانندگی در مرحلهٔ تمرین بود، به‌هنگام خروج از تونل کنترل خودرو را از دست داد و به‌شدت با موانع کناری برخورد کرد. او برای دو هفته در کما و تحت مراقبت‌های پزشکی بود و پس از خروج از کما، نیاز به چندین ماه توانبخشی داشت. او در فصل ۱۹۹۵ به تیم سائوبر بازگشت، اما با توجه به اینکه به‌نظر می‌رسید دیگر توانایی برآورده کردن انتظارها را ندارد، قراردادش تمدید نشد.
هلموت کوینیگ، دیگر رانندهٔ اتریشی، که دومین مسابقهٔ خود در فرمول یک را تجربه می‌کرد، در جایزه بزرگ ایالات متحده ۱۹۷۴ در یک تصادف رانندگی کشته‌شد. سیستم تعلیق خودروی سرتیز او در این مسابقه دچار نقص شد و خودروی او با یک گاردریل برخورد کرد. اگرچه سرعت برخورد او نسبتاً کم بود، اما مانع کنار پیست که به‌خوبی نصب نشده‌بود، با برخورد با سر کونیگ، بلافاصله باعث مرگ او شد.

### سایر رانندگان سابق
رانندگان اتریشی زیر دست‌کم به یک مسابقهٔ فرمول یک وارد شده‌اند:
- هارالد ارتل، که در طول پنج فصل با تیم‌های هسکث، انساین و ای‌تی‌اس مجموعاً ۱۹ مسابقه را آغاز کرد. دوران مشارکت او در فرمول یک در سال ۱۹۷۵ شروع شد و بهترین نتیجهٔ کسب‌شده توسط او، جایگاه هفتم در فصل ۱۹۷۶ بود. او در فصل ۱۹۷۹ در هیچ مسابقه‌ای شرکت نکرد و در تنها مسابقه‌ای که در فصل ۱۹۸۰ وارد آن شد، موفق به شروع مسابقه نشد.[۱۸]
- هانس بایندر، که از سال ۱۹۷۶ تا ۱۹۷۸ ۱۳ مسابقه را آغاز کرد.[۱۹]
- پاتریک فریزاخر، که با تیم میناردی در فصل ۲۰۰۵ حضور یافت و پس از یازده مسابقه، از مسابقات خارج شد.[۲۰]
- جو گارتنر، که در فصل ۱۹۸۴ در هشت مسابقه برای تیم اوزلا رانندگی کرد. او در تصادف رانندگی در یک مسابقهٔ ۲۴ ساعته لمانز در سال ۱۹۸۶ کشته‌شد.[۲۱]
- دیتا کوئستا، که تنها در یک مسابقه در جایزه بزرگ اتریش ۱۹۷۴ شرکت کرد.[۲۲]
- اتو اشتوپاخر، که از میان سه مسابقه‌ای که در فصل ۱۹۷۶ وارد آن‌ها شد، موفق به آغاز هیچ‌کدام نشد.[۲۳]
- کارل اوپیتسازر، که در فصل ۱۹۷۶ به یک مسابقه وارد شد، اما نتوانست آن مسابقه را شروع کند.[۲۴]

## جدول زمانی
| رانندگان سابق   | رانندگان سابق         |
| --------------- | --------------------- |
| جوهن رایندت     | ۱۹۶۴–۱۹۷۰             |
| دیتا کوئستا     | ۱۹۶۹، ۱۹۷۴            |
| هلموت مارکو     | ۱۹۷۱–۱۹۷۲             |
| نیکی لائودا     | ۱۹۷۱–۱۹۷۹، ۱۹۸۲–۱۹۸۵  |
| هلموت کوینیگ    | ۱۹۷۴                  |
| هارالد ارتل     | ۱۹۷۵–۱۹۷۸، ۱۹۸۰       |
| اتو اشتوپاخر    | ۱۹۷۶                  |
| کارل اوپیتسازر  | ۱۹۷۶                  |
| هانس بایندر     | ۱۹۷۶–۱۹۷۸             |
| جو گارتنر       | ۱۹۸۴                  |
| گرهارد برگر     | ۱۹۸۴–۱۹۹۷             |
| کارل وندلینگر   | ۱۹۹۱–۱۹۹۵             |
| رولند راتزنبرگر | ۱۹۹۴                  |
| الکساندر وورز   | ۱۹۹۷–۲۰۰۰، ۲۰۰۵، ۲۰۰۷ |
| کریستیان کلین   | ۲۰۰۴–۲۰۰۶، ۲۰۱۰       |
| پاتریک فریزاخر  | ۲۰۰۵                  |
| منبع:           |                       |